# Uromunna nana
Uromunna nana is een pissebed uit de familie Munnidae. De wetenschappelijke naam van de soort is voor het eerst geldig gepubliceerd in 1933 door Åke Nordenstam.